# Allemachtig 80!
Allemachtig 80! is een televisieprogramma van de RKK dat in 2010 begon.
In dit televisieprogramma wordt met de aanwezige gast teruggekeken op zijn of haar bewogen leven dat nog steeds voortduurt: portretten van actieve tachtigers.

## Televisie-seizoenen

### 2010
- 12 januari: Nico van Hasselt;
- 19 januari: Cees Marré;
- 26 januari: Henny Dormits;
- 20 september: Gerard van den Boomen;
- 11 oktober: Hannie van Leeuwen.